# 菊田大介
菊田 大介（きくた だいすけ、1982年8月12日 - ）は、日本の作曲家、編曲家。Elements Garden所属。

## 概要
90年代風サウンドのアイドルポップスや、ギター、ストリングスにデジタルサウンドを取り入れたドラマチックな楽曲を得意としている。2007年から茅原実里のサウンドプロデュース・楽曲提供を担当。最近では栗林みな実などの楽曲も手掛けている他、水樹奈々の楽曲の編曲も担当している。「新しい何か」を再発見出来るようなアプローチが信条。
「ランチパックフェチ」と自称するほどのランチパック愛好家。茅原実里や榊原ゆいなどに対して熱く語った経験があり、Twitterではランチパックのパッケージを並べた写真を背景として使用してた事もあった。

## 楽曲提供
※ 括弧の記述が無いものは作曲、編曲とする。

### 歌手
- i☆Ris
  - キセキ-ノ-フィラメント[1]
- Kis-My-Ft2
  - 運命（宮田俊哉・玉森裕太ユニット曲/編曲）[2]
  - Nemophila（宮田俊哉(Kis-My-Ft2)feat.一ノ瀬トキヤ(ST☆RISH)/編曲）[3]
- 栗林みな実/Minami
  - winter fairy
  - sweet passion
  - Love Jump
  - sympathizer
  - 空のこたえ
  - Miracle Fly
  - 冥夜花伝廊（編曲）
  - STRAIGHT JET
  - HAPPY CRAZY BOX（編曲）
  - BELIEVE
  - Patria（編曲） / テレビアニメ『レガリア The Three Sacred Stars』ED
- 佐藤ひろ美
  - あなたにとどけ（編曲）
  - SNOW（作曲）
  - ZERO（作曲・編曲）/ PCゲーム『はぴねす!』オープニングテーマ
  - LOVE TRAP（編曲）
  - メリー!メリーゴーランド（作曲・編曲）
  - 太陽ノ紅響曲（編曲）/ PSP2用ゲームソフト『GALAXY ANGEL II 永劫回帰の刻』オープニングテーマ
  - One Dream（作曲・編曲）/ PCゲーム『ツナガル★バングル』オープニングテーマ
  - MY HONEY SPRING（編曲）/ PCゲーム『春色☆こみゅにけ～しょん♪』オープニングテーマ
  - キミ＝ハート♥（作曲・編曲）/ PCゲーム『あねいも2H's』オープニングテーマ
  - 祝祭のカンパネラ!（編曲）/ PCゲーム『祝祭のカンパネラ!』オープニングテーマ
- 佐藤ひろ美 & NANA
  - 祝福のカンパネラ（編曲）/ PCゲーム『祝福のカンパネラ』オープニングテーマ
- μ&佐藤ひろ美
  - 「カケラ」（作曲・編曲）/ PCゲーム『理-コトワリ- 〜キミの心の零れた欠片〜』オープニングテーマ
- スフィア
  - GENESIS ARIA / テレビアニメ『アラタカンガタリ〜革神語〜』OP
- 茅原実里
  - 純白サンクチュアリィ / テレビアニメ『キディ・ガーランド パイロットDVD』テーマソング
  - 君がくれたあの日
  - Last Arden
  - Contact
  - 詩人の旅
  - ふたりのリフレクション
  - sleeping terror
  - too late? not late...（編曲）
  - mezzo forte（編曲）
  - Melty tale storage
  - Echo of Melty tale storage[red strings ver.]
  - 雨上がりの花よ咲け
  - Say you?
  - Paradise Lost / テレビアニメ『喰霊―零―』OP
  - 勇気の鼓動
  - Voyager train
  - Paradise Lost -at next nest-
  - FUTURE STAR（編曲）
  - Tomorrow's chance
  - animand〜agitato
  - 覚醒フィラメント
  - Final Moratorium
  - Love Medicine*
  - Flame
  - Freedom Dreamer
  - Defection
  - raison pour la saison
  - ひとりにひとつの永遠
  - TERMINATED / テレビアニメ『境界線上のホライゾン』OP
  - HYPER NEW WORLD
  - Dream Wonder Formation
  - Metamorphosis Door
  - この世界のモノでこの世界の者でない
  - 夢のmirage
  - Celestial Diva / iPhone、iPod touch、iPadゲーム『ケイオスリングスII』テーマソング（編曲）
  - ZONE//ALONE / テレビアニメ『境界線上のホライゾンII』OP
  - SELF PRODUCER / テレビアニメ『お兄ちゃんだけど愛さえあれば関係ないよねっ』OP
  - Secret Season 〜桜色の恋人〜 / PCゲーム『いますぐお兄ちゃんに妹だっていいたい!』グランドOPテーマ
  - 境界の彼方 / テレビアニメ『境界の彼方』OP
  - NO LINE
  - 向かい風に打たれながら / テレビアニメ『RAIL WARS!』OP
  - ピーカン VACATION☆
  - Joyful Flower
  - 会いたかった空 / 『劇場版 境界の彼方 -I'LL BE HERE- 未来篇』主題歌（作曲）
  - みちしるべ / テレビアニメ『ヴァイオレット・エヴァーガーデン』ED
- 水樹奈々
  - chronicle of sky（編曲）
  - 十字架のスプレッド / ACゲーム『シャイニング・フォース クロス』主題歌（編曲）
  - Silent Bible / PSPゲーム『魔法少女リリカルなのはA's PORTABLE -THE BATTLE OF ACES-』OP（編曲）
  - 恋の抑止力 -type EXCITER-（編曲）
  - Vitalization / テレビアニメ『戦姫絶唱シンフォギアG』OP（編曲 / 上松範康と共編曲）
- 飛蘭
  - All I can do is singing for you
  - Errand
  - 希望の扉〜All I can do is singing for you〜
  - 螺旋、或いは聖なる欲望。
  - 蒼穹の光
  - 創世のタナトス
- Mia REGINA
  - DREAMER'S PAIN

### アニメ・ゲーム
- 蒼の彼方のフォーリズム
  - 空恋 - sorakoi -
- イロドリミドリ
  - brilliant better
- うたの☆プリンスさまっ♪
  - BELIEVE☆MY VOICE（編曲）
  - サザンクロス恋唄
  - 永遠のトライスター（編曲）
- うたの☆プリンスさまっ♪ -Amazing Aria-
  - アンドロメダでクチヅケを
- うたの☆プリンスさまっ♪ -Sweet Serenade-
  - 星屑☆Shall we dance?（編曲）
- うたの☆プリンスさまっ♪ マジLOVE1000%
  - オリオンでSHOUT OUT
- うたの☆プリンスさまっ♪Debut
  - Top Star Revolution
  - My Little Little Girl（編曲）
  - ガムシャラROman☆Tic
- うたの☆プリンスさまっ♪ All Star
  - QUARTET★NIGHT
  - 溺愛テンプテーション
  - 月明かりのDEAREST
- うたの☆プリンスさまっ♪ マジLOVE2000%
  - CRYSTAL TIME（編曲）
  - シリウスへの誓い
  - ピヨちゃんのうた
- シャイニング・ブレイド
  - 翠の森の精霊詩
  - 山吹色に萌ゆる風
- 戦姫絶唱シンフォギア
  - 逆光のフリューゲル（編曲）
  - 私ト云ウ 音響キ ソノ先ニ（編曲）
  - FLIGHT FEATHERS
  - 君ト云ウ 音奏デ 尽キルマデ（編曲）
- 戦姫絶唱シンフォギアG
  - 不死鳥のフランメ（編曲）
  - 鏖鋸・シュルシャガナ
  - PRACTICE MODE
  - 歪鏡・シェンショウジン
  - かばんの隠し事
- 戦姫絶唱シンフォギアGX
  - 星天ギャラクシィクロス（編曲 / 末益涼太と共編曲）
- 戦姫絶唱シンフォギアAXZ
  - Stand up! Ready!!（作曲）
  - 月下美刃（編曲）
  - とどけHappy♡うたずきん！（編曲）
- 探偵歌劇 ミルキィホームズ TD
  - ミルキィ A GO GO
- BanG Dream!
  - クリスマスのうた（作曲）
  - 二重の虹（ダブルレインボウ）
  - 切ないSandglass（編曲）
  - ゆら・ゆらRing-Dong-Dance
  - Wonderland Girl
  - R・I・O・T（編曲）
  - UNSTOPPABLE（編曲）
  - A DECLARATION OF ×××（編曲）
  - EXPOSE ‘Burn out!!!’（作曲）
  - 遠い音楽 〜ハートビート〜
  - EXIST（編曲）

## 音楽担当

### アニメ
- 恋と選挙とチョコレート（2012年） - 中山真斗との共作[4]
- 探偵歌劇 ミルキィホームズTD（2015年） - 母里治樹、喜多智弘、Evan Callとの共作
- テクノロイド オーバーマインド（2023年） - 岩橋星実、竹田祐介との共作

### ゲーム
- CARNIVAL（2004年） - 藤田淳平との共作
- ワイルドアームズ クロスファイア（2007年） - 複数の作曲家との共作
- 幻想水滸伝ティアクライス（2008年） - 複数の作曲家との共作
- うたの☆プリンスさまっ♪（2010年） - 藤田淳平、藤間仁、中山真斗との共作
- カミカゼ☆エクスプローラー!（2011年） - 母里治樹との共作
- 太陽のプロミア（2011年） - 中山真斗、母里治樹との共作
- とらバ！（2011年） - 一色由比との共作
- グリザイアの迷宮（2012年） - 複数の作曲家との共作
- VAMPIRE SWEETIE（2012年） - 中山真斗との共作
- いますぐお兄ちゃんに妹だっていいたい!（2012年）
- 恋剣乙女（2012年） - 藤田淳平、喜多智弘との共作
- 神々の悪戯（2013年） - 藤田淳平、藤間仁との共作
- スーパーボンバーマンR（2017年） - 岩橋星実との共作[5]

### 舞台
- 劇団シャイニング 天下無敵の忍び道（2017年） - 藤田淳平、藤間仁との共作
- 劇団シャイニング マスカレイドミラージュ（2018年） - 藤田淳平、藤間仁との共作
- 劇団シャイニング JOKER TRAP（2018年） - 藤田淳平、藤間仁との共作
- 劇団シャイニング BLOODY SHADOWS（2020年） - 藤田淳平、藤間仁、近藤世真との共作

## 出演
- Message 01
- Message 02
- Message 03
- Message 04